# 汉斯·许蒂希
汉斯·许蒂希（德語：Hans Hüttig；1894年4月5日-1980年2月23日）是德国親衛隊军官及纳粹集中营指挥官。

## 早年生活
汉斯·许蒂希出生于1894年4月5日，他的父亲出身木匠家庭，最终却开了一家售卖摄影设备的商店，并把商店做成了家族事业——许蒂希的兄弟后来成为了Zeiss Ikon的创始人。:1911911年，在南德意志的寄宿学校就读的许蒂希试图参军，却没有通过测试，只得回到老家的商店里当售货员。:1921914年出，许蒂希离开老家的商店，进入德属东非的一家进出口公司工作。:192
一战爆发后，许蒂希加入德意志帝国陆军，参加东非战役，后晋升为二级上士。:1921917年12月，许蒂希因伤来到军事医院修养，谁知那家军事医院后来却被英军占领。于是，许蒂希在开罗的战俘营里被监禁了两年。:192

## 加入纳粹党
1920年3月，许蒂希返回德国，回到了老家的商店，在商店里工作了一段时间后，他转去承办一些文书工作。:1921925年，许蒂希加入了右翼组织钢盔前线士兵联盟，他声称自己这样做，是为了找到归属感，而不是为了任何深刻的政治信仰。:193接着，许蒂希经营起了自己的照相馆。照相馆关门（1930年）两年后的3月，许蒂希作为无偿志愿者加入了党卫队，不久后又加入了纳粹党。:193

## 集中营
1933年纳粹掌权后，许蒂希获得了党卫队内部的全职职位——骷髅总队成员。:194接下来的六年中，许蒂希参观了全国的集中营，并接受了集中营管理训练。:194许蒂希的第一项任务是担当卡尔-奥托·科赫的副手。科赫是布痕瓦尔德集中营的指挥官，许蒂希早在德累斯顿时就认识了他。:195许蒂希十分残忍地处置布痕瓦尔德的囚犯，令自己获得了上级的赞扬。:195
随后，许蒂希先后前往萨克森豪森集中营和弗洛森比格集中营服役，被誉为“适合特别任务的麻烦终结者”。:195因此，他被派去监督阿尔萨斯纳茨韦勒-施特鲁特霍夫集中营的一座新设施的建造。:195在此之后，他前往挪威占领区监督集中营和监狱的建设。:195同时，他还负责了格里尼集中营和安保，并担任党卫队和警察领袖。后来，黑措根布施集中营指挥官亚当·格吕内瓦尔德因地堡惨案被免职，于是，许蒂希被调任去接替这一职位。:195地堡惨案在当地引发了轩然大波，许蒂希只得监督关闭黑措根布施集中营，然后回到德国，作为警察参加战斗。:195

## 战后
战后，许蒂希被盟军拘禁了起来。1954年7月2日，法国梅斯的军事法庭判处他死刑，却没有执行。两年后，他被释放，结束了11年的牢狱生涯。之后，他在家里小心谨慎地度过了余生。1980年，许蒂希逝世于瓦亨海姆。
以色列历史学家汤姆·塞格夫曾创作过一本关于指挥官的书——《邪恶的士兵》，创作中途，塞格夫采访了一些集中营指挥官，其中就有许蒂希。采访时，许蒂希向塞格夫承认：“我很清楚自己要在党卫队里做的事。”:8–9